# TRIK

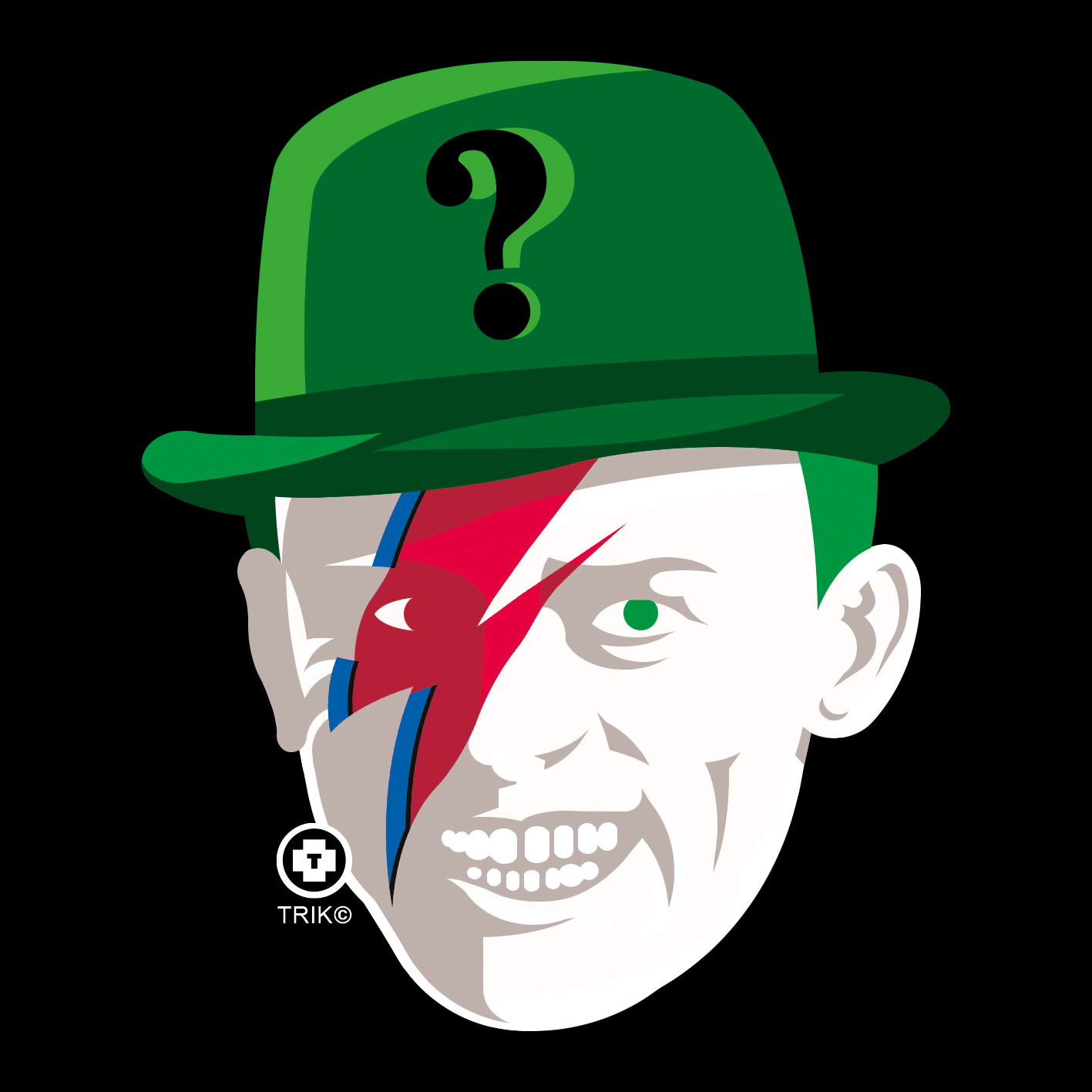
TRIK-avatar in 2022

TRIK is het pseudoniem van de Nederlandse tekenaar Raymond Hendriks (1976).
In 2007 won hij de Inktspotprijs met een spotprent over de crisis in de Belgische politiek. Trik tekende Wiske van Suske en Wiske met de kleuren van de Belgische vlag in haar strikje en kruisjes als ogen. Erboven in grote kapitalen EINDE en daarachter heel klein FIN.
In 2004 en 2006 had hij ook al de Junior Inktspotprijs gewonnen. Van 2017 tot 2022 verzorgde Trik de covers van Panenka Magazine. Daarnaast publiceert hij een reeks portretten van cult-voetballers voor het blad.